# Cassiodor

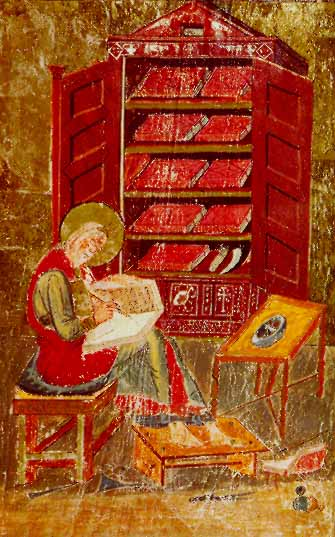
Cassiodor

Cassiodor (llatí: Cassiodorus)  (Escil·lècion, c. 487 - Escil·lècion, 583) o Magne Aureli Cassiodor, en llatí Magnus Aurelius Cassiodorus, era un polític, escriptor i monjo romà,

## Biografia
Provinent d'una noble família romana, el seu pare fou secretari de Valentinià III (425-455).
Sota el rei Odoacre (vers 476) fou nomenat Comes rerum privatarum i segurament Comes sacrarum largitionum, que li donava la direcció dels afers econòmics. Quan Odoacre fou derrotat per Teodoric el Gran es va retirar al sud però el rei got el va nomenar per alts càrrecs. Fou nomenat cònsol l'any 514, i el 523 era prefecte del pretori i va influir en la reconciliació de Teodoric amb l'església romana.
Es va retirar de la política l'any 524, però a la mort de Teodoric (526) el van cridar altre cop i fou ministre en cap sota Amalasunta, Atalaric, Teodat i Vitigès, i es va retirar després del triomf de Belisari i la fi del Regne Ostrogot d'Itàlia per fer-se monjo.
Pels volts del 550, amb uns 70 anys, va fundar el monestir benedictí de Vivarium a la Calàbria on va establir una mena d'acadèmia amb ensenyament secular i religiós i on es van fer nombroses transcripcions de manuscrits antics que van salvar moltes joies clàssiques.

## Aportacions
Cassiodor destaca per la difusió que va fer del trivium com a part essencial de l'educació monàstica, lligada als scriptoria i a la transmissió cultural de l'antiguitat. Va establir un programa gradual de lectures per anar incrementant el rigor intel·lectual, un programa que s'iniciava amb els psalms (fàcils de llegir pel seu caràcter emocional). Influït pel neoplatonisme considerava que alhora s'educava la percepció estètica, fet que apropava a Déu car la divinitat és la causa de tota bellesa i la seva màxima expressió. D'aquí la importància de copiar adequadament els manuscrits i d'il·lustrar-los amb cura, per tal que l'acompanyament del text ajudés en aquesta experiència estètica.

## Obres
Com a polític va escriure el Variae (Variarum Espistolarum), resum de cartes i decrets imperials i el Chronicon (història universal), i com a filòsof i religios va escriure "De Anima", "Instituines divinarum et saecularum literarum","Historiae Ecclesiasticae Tripartitae ex tribus Graecis Scriptoribus, Sozomeno, Socrate, ac Theodoreto ab Epiphanio Scholastico Versis, per Cassiodorum Senatorem in Epitomen redactae Libri XII", " Computus Paschalis sive de Indictionibus, Cyclis Solis et Lunae" (càlculs per determinar la Pasqua), "De Orthographia Liber" (escrita amb 93 anys basada en les obres d'Agnaeus Cornutus, Velius Longus, Curtius Valerianus, Papirianus, Adamantius Martyrius, Eutyches, Caesellius, Lucius Caecilius Vindex, i Priscianus, i cites de Varro, Donatus, i Phocas), "De Arte Grammatica ad Donati Mentem", "De Artibus ac Disciplinis Liberalium Literarum", "Expositio in Psalmos sive Commenta Psalterii", "Expositio in Cantica Canticorum", "Complexiones in Epistolas Apostolorum, in Acta et in Apocalypsim", "De Schematibus et Tropis" i "De Amicitia Liber". S'han perdut també altres obres: "Libri XII De Rebus Gestis Gothorum", "Liber Titulorum s. Memorialis" i "Expositio Epistolae ad Romanos" (atac als pelagians)